# Ruta 138 (Costa Rica)
La Ruta 138, oficialmente Ruta Nacional Secundaria 138, es una ruta nacional de Costa Rica ubicada en la provincia de Alajuela.

## Descripción
En la provincia de Alajuela, la ruta atraviesa el cantón de Upala (los distritos de Upala, Yolillal), el cantón de Los Chiles (los distritos de Los Chiles, Caño Negro).